# ريكس دارلينغ
ريكس دارلينغ (بالإنجليزية: Rex Darling)‏ هو مدرب كرة سلة أمريكي، ولد في 2 أكتوبر 1914 في لينكولن سنتر في الولايات المتحدة، وتوفي في 14 أكتوبر 1996 في تشارلستون في الولايات المتحدة.